# Alfa blokator
α-blockatori (alfa-blokatori, α-adrenergički antagonisti) su farmakološki agensi koji deluju kao antagonisti α-adrenergičkih receptora (α-adrenoceptora).

## Klasifikacija
- α1-blokatori ili antagonisti α1-adrenoceptora
- α2-blokatori ili antagonisti α2-adrenoceptora

Primeri neselektivnih α-adrenergičkih blokatora su:
- Fenoksibenzamin
- Fentolamin
- Tolazolin

Selektivni α1-adrenergički blokatori su:
- Alfuzosin
- Prazosin
- Doksazosin
- Tamsulosin
- Terazosin
- Silodosin

Selektivni α2-adrenergički blokatori su:
- Atipamezol
- Idazoksan
- Johimbin

Agensi karvedilol i labetalol su α- i β-blokatori.